# Власенко, Василий Прокофьевич
Василий Прокофьевич Власенко (1 января 1920, Охиньки, Прилукский район — 22 апреля 1991) — советский хозяйственный, государственный и политический деятель, Герой Социалистического Труда.

## Биография
Родился 1 января 1920 года в селе Охиньки. Член КПСС.
С 1939 года — на хозяйственной, общественной и политической работе. В 1939—1985 гг. — зоотехник райземотдела, учитель школы, командир 461-го артиллерийского дивизиона 1-й механизированной бригады, начальник штаба 350-го легкого артиллерийского полка, директор Лосиновской машинно-тракторной станции, председатель исполнительного комитета Нежинского районного совета, председатель колхоза имени Подвойского Нежинского района, директор Нежинской заготскотбазы.
Указом Президиума Верховного Совета СССР от 8 апреля 1971 года присвоено звание Героя Социалистического Труда с вручением ордена Ленина и золотой медали «Серп и Молот».
Избирался депутатом Верховного Совета СССР 7-го и 8-го созывов.
Умер 22 апреля 1991 года.